# Santuario del Santissimo Crocifisso dei Miracoli
Il santuario del Santissimo Crocifisso dei Miracoli si trova a Borgo San Lorenzo, accanto all'ex chiesa e convento di San Francesco. 

## Storia e descrizione
L'edificio religioso risale al Settecento, infatti fu costruito dal 1714 al 1743 dall'architetto fiorentino Girolamo Ticciati. Fu ampiamente ricostruito nel 1919 in seguito al terremoto del 29 giugno. La sua facciata esterna e la loggia furono disegnate dall'architetto Giuseppe  Ruggeri nel 1754.
L'interno si presenta con una struttura a pianta centrale a croce greca; vi sono quattro pilastri di ordine composito che reggono la cupola e quattro archi a tutto sesto, dipinti da Fortini e Terreni nel 1783.

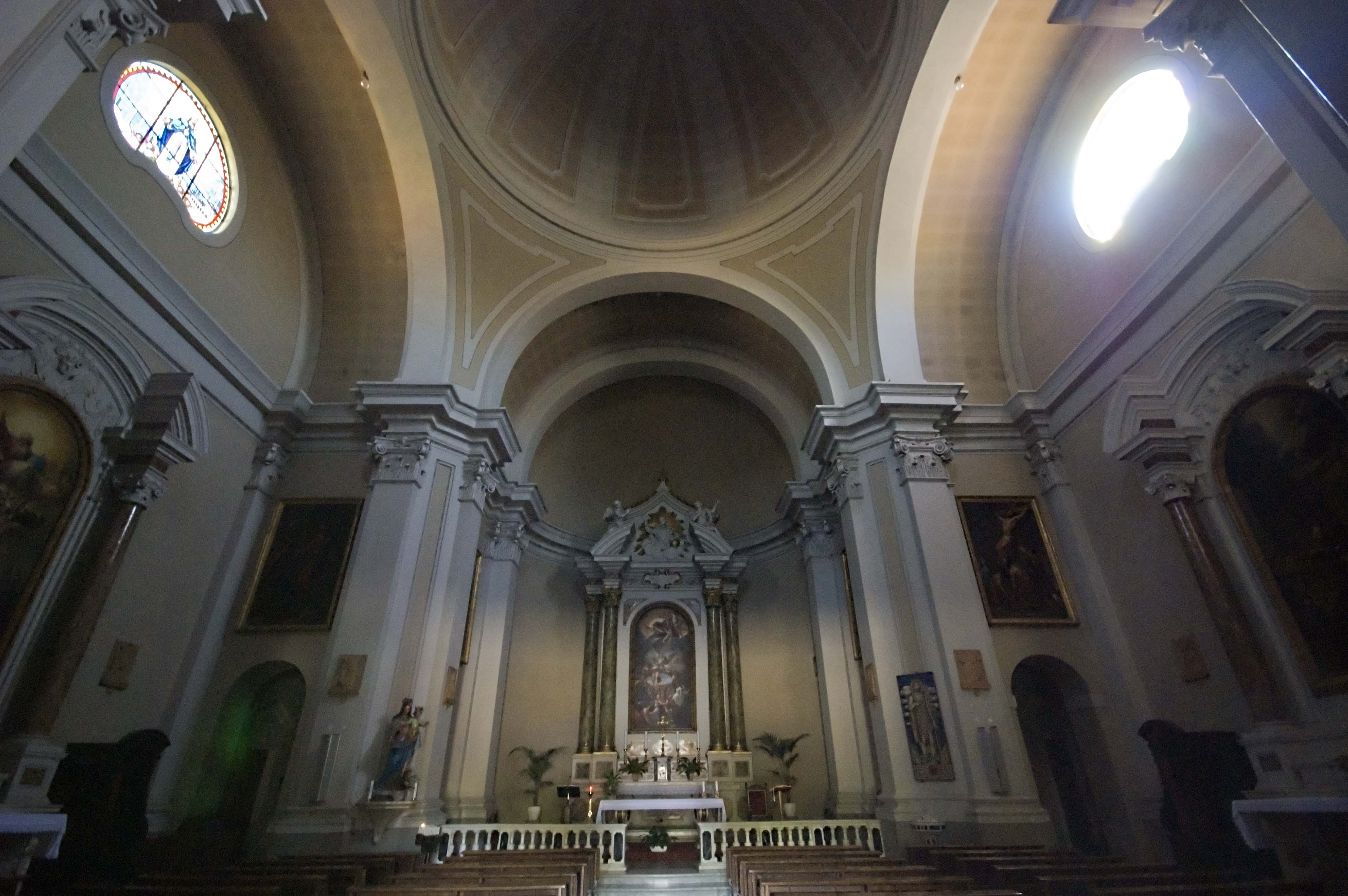
Interno

Il Santuario ospita otto dipinti con le Storie della Passione, (1846-1850) di Luigi Sabatelli e dei suoi scolari; il dipinto di Ignazio Hugford, Battesimo di Costantino; un'opera di Giuseppe Bezzuoli eseguita nel 1837 mostra l'Angelo consolatore del popolo, dove sono rappresentati anche alcuni abitanti di Borgo San Lorenzo impauriti dal terremoto del 6 febbraio 1835; un quadro che rappresenta il Sacrificio di Abramo, opera di Pietro Colli; un transito di San Giuseppe di Ferdinando Folchi. Per il pavimento e la balaustra è stato usato il marmo di Carrara.
Una ceramica policroma raffigurante Giovanni il Battista è opera della Manifattura Chini Fornaci San Lorenzo.
Sull'altare del Santuario, coperto dalla tela del Bezzuoli, esposto solo la prima domenica del mese e per la festa del SS. Crocifisso (ultima domenica di luglio), si trova un Crocifisso ligneo risalente alla seconda metà del Trecento, ritenuto miracoloso  il quale fu abbandonato da un gruppo di pellegrini tedeschi che si trovarono a passare per Borgo San Lorenzo nel 1399 per recarsi per il Giubileo a Roma nell'anno 1400, ma lasciarono precipitosamente il paese travagliato dalla peste.

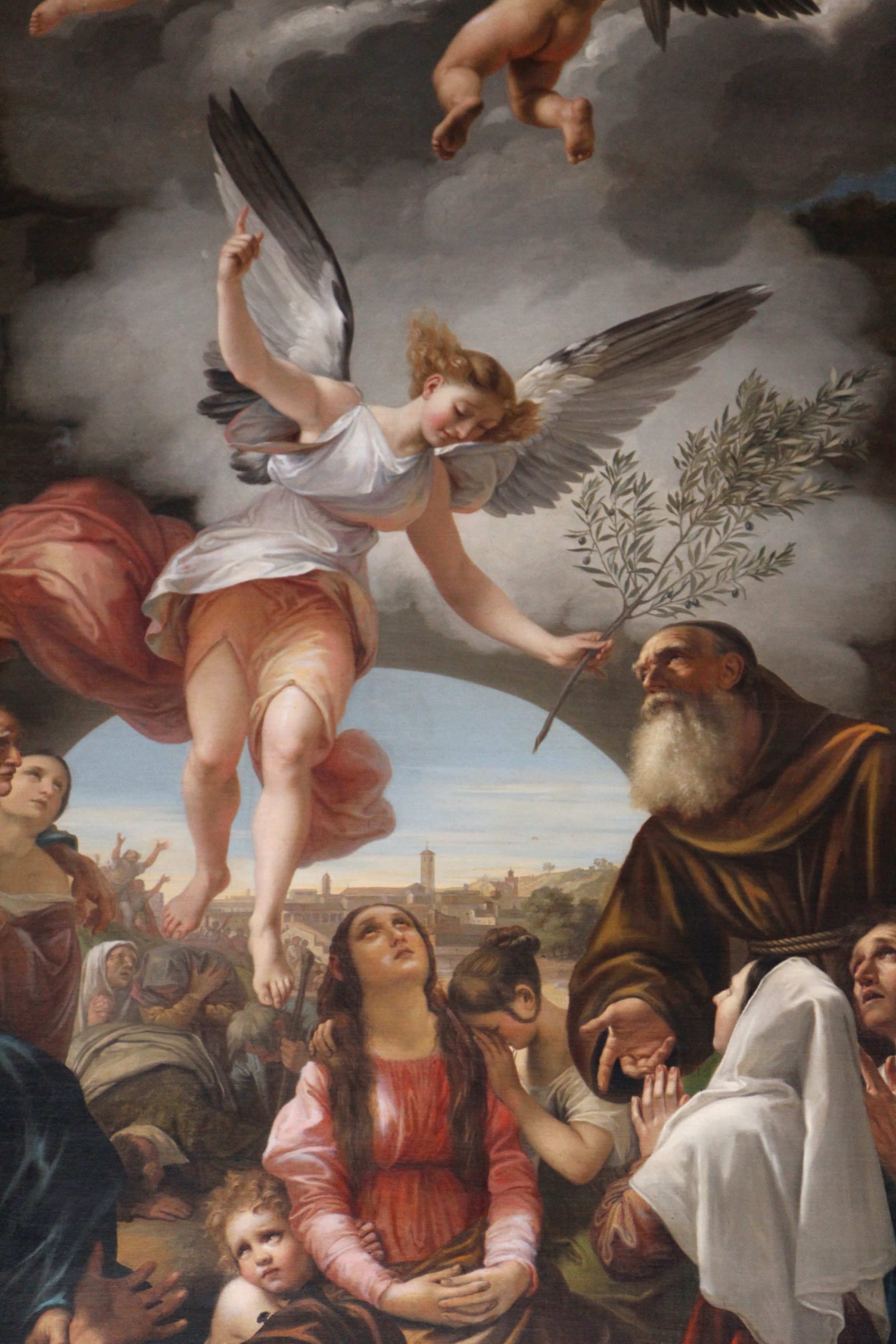
Giuseppe Bezzuoli, Angelo Consolatore, particolare con lo sfondo di Borgo San lorenzo